# Cancellaria richardpetiti
Cancellaria richardpetiti är en snäckart som beskrevs av Edward James Petuch 1987. Cancellaria richardpetiti ingår i släktet Cancellaria och familjen Cancellariidae. Inga underarter finns listade i Catalogue of Life.